# ألبرت ريتشارد سميث
ألبرت ريتشارد سميث (بالإنجليزية: Albert Richard Smith) (24 مايو 1816 في المملكة المتحدة - 23 مايو 1860، لندن في المملكة المتحدة)؛ كاتب طبي، صحفي، كاتب مسرحي وروائي بريطاني.